# Liên Trì
Liên Trì (tiếng Trung: 莲池区; bính âm: Liánchí Qū) là một khu (quận) thuộc thành phố Bảo Định, tỉnh Hà Bắc, Trung Quốc. Khu Liên Trì được hình thành dựa trên việc sáp nhập hai khu Bắc Thị và Nam Thị vào ngày 28 tháng 5 năm 2015..
- Nhai đạo: Ngũ Tứ Lộ 五四路, Tây Quan 西关, Trung Hoa Lộ 中华路, Đông Quan 东关, Liên Minh 联盟, Hồng Tinh 红星, Dụ Hoa 裕华, Vĩnh Hoa 永华, Nam Quan 南关.[2]
- Hương: Hàn Trang 韩庄, Đông Kim Trang 东金庄, Bách Lâu 百楼, Dương Trang 杨庄, Nam Đại Viên 南大园, Tiêu Trang 焦庄, Ngũ Nghiêu 五尧.